# Sideritis pusilla
Syderitis pusilla es una especie de planta fanerógama perteneciente a la familia de las labiadas.

## Descripción
Es una planta sufrútice que alcanza un tamaño de 17-42 cm de altura, sin estolones. Tiene los tallos pardos o verdosos, pelosos en todas las caras. Hojas de 8-17 × 3-5 mm, lanceoladas o elípticas, de ápice mucronado, con 1-3 dientes anchos a cada lado. Inflorescencia de 5-35 × 1-1,5 cm, formada por 3-11 verticilastros separados con 6 flores cada uno, no globosos. Brácteas 5-10 × 8-10 mm, anchamente ovadas. Corola de 8-9 mm, concolor, color crema, a veces blanco. Núculas de 2 × 1,5-1,7 mm, subtrígonas, ± lisas, brillantes, color castaño obscuro. 2n = 22, 26; n = 11, 13.

## Distribución y hábitat
Es una labiada de distribución iberoafricana que habita sobre tomillares, matorrales, en substrato calizo, margoso o yesoso.

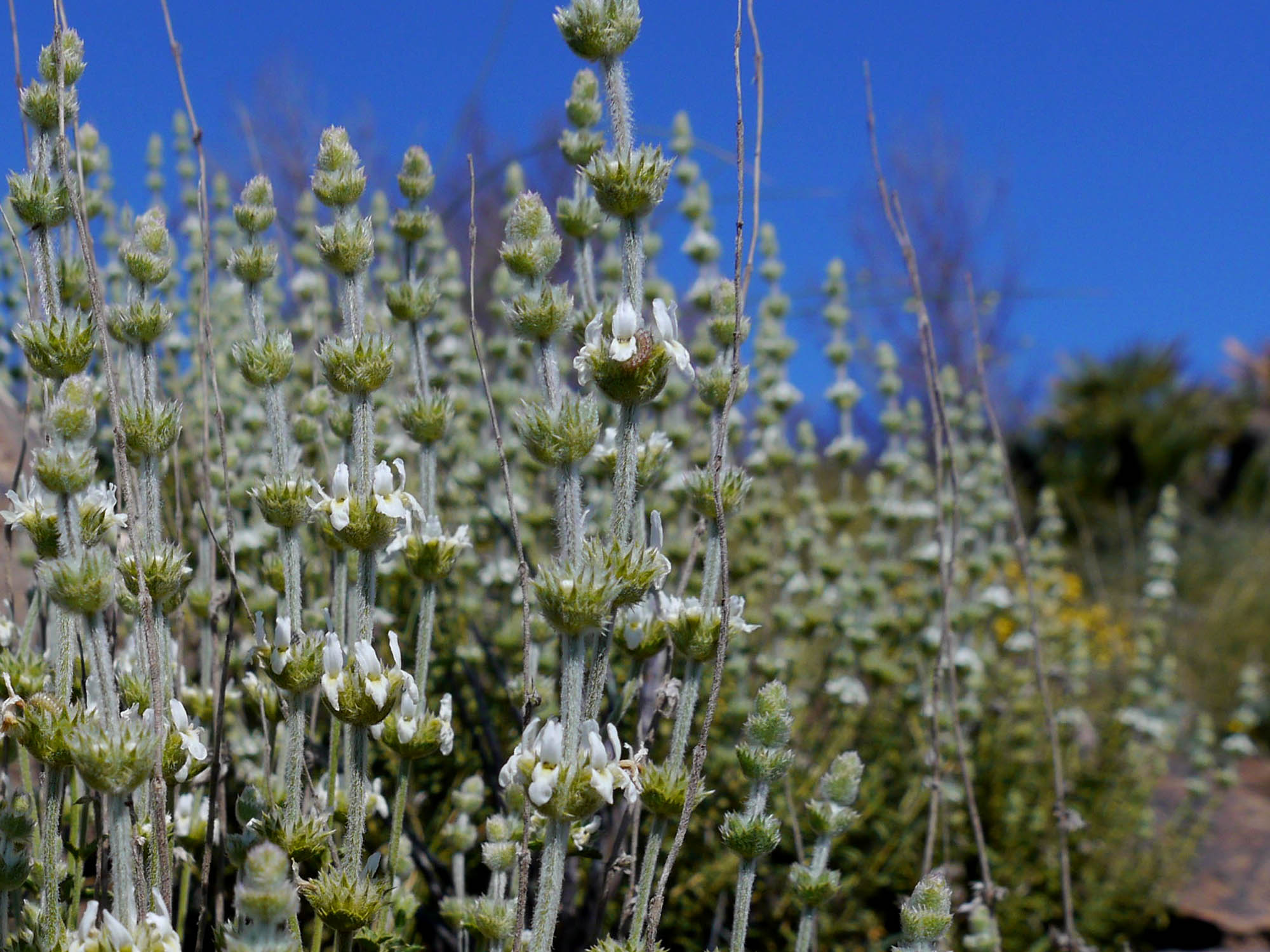
Sideritis pusilla en la Peña del Águila (Cartagena).

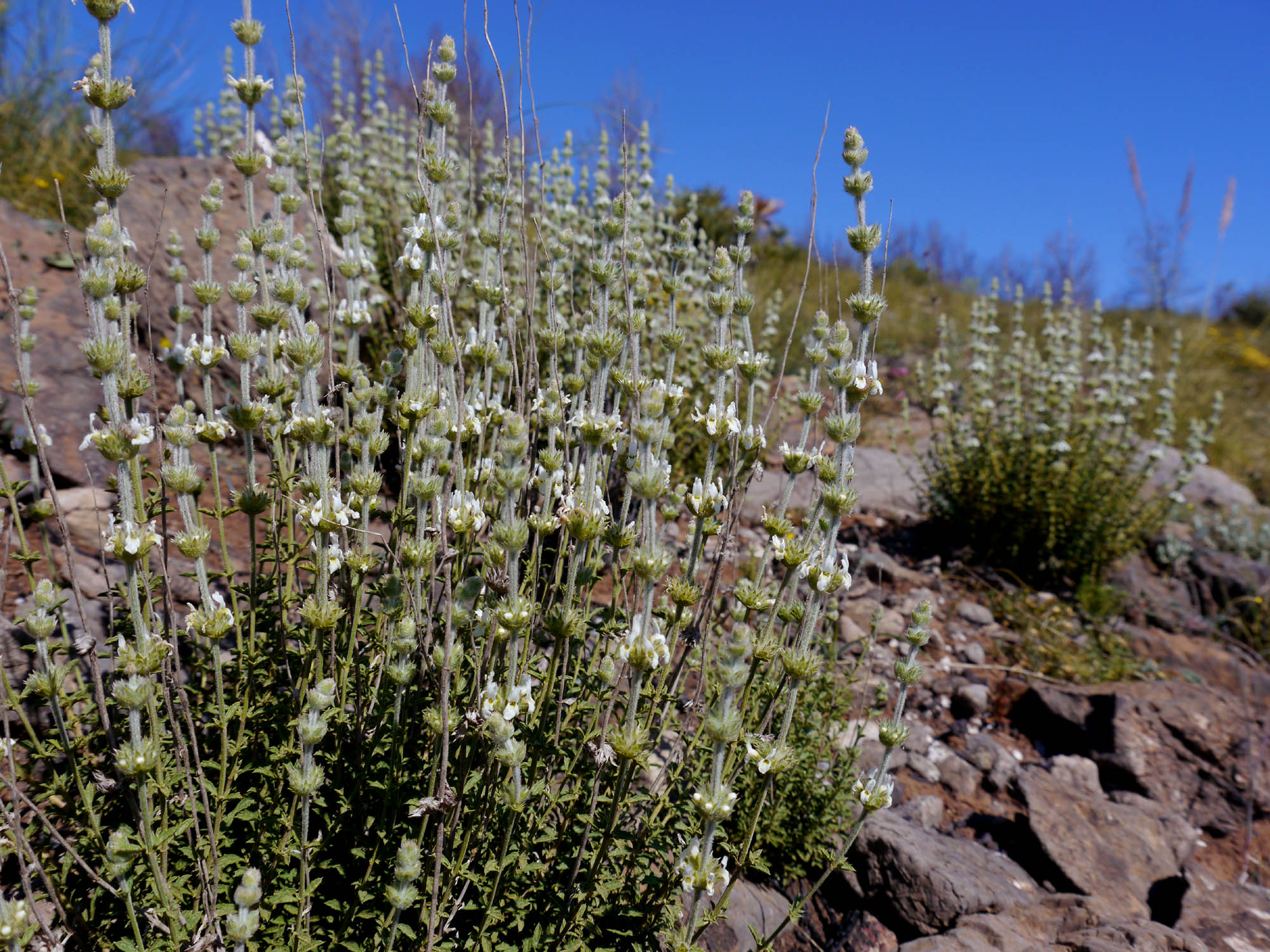
Vista de la planta

En España se extiende por las provincias de Alicante, Almería, Granada, Córdoba, Málaga y la Región de Murcia.

## Taxonomía
Sideritis pusilla fue descrita por (Lange) Pau y publicado en Species Plantarum 2: 574. 1753.
Citología
Número de cromosomas de Sideritis pusilla (Fam. Labiatae) y táxones infraespecíficos:
2n=22, 22+7B
Etimología
Sideritis: nombre genérico que deriva del griego "sideritis" y que puede ser traducido literalmente como "el que es o tiene hierro". La planta era conocida por los antiguos griegos, específicamente Dioscórides y Teofrasto. A pesar de que Dioscórides describe tres especies, solo una (probablemente S. scordioides) se cree que se refiere a sideritis. En la antigüedad sideritis era una referencia genérica para plantas capaces de la curación de heridas causadas por armas de hierro en las batallas. Sin embargo otros sostienen que el nombre se deriva de la forma del sépalo que se asemeja a la punta de una lanza.
pusilla: epíteto latíno que significa "muy pequeña".
Subespecies
Flora Ibérica reconoce tres subespecies en España y una más en el norte de África.
Para España, las subespecies serían:
- Sideritis pusilla subsp. pusilla

- Sideritis pusilla subsp. granatensis

- ¡¡Sideritis pusilla subsp. alhamillensis

Sinonimia
La publicación Flora Ibérica no reconoce los taxones Sideritis marminorensis ni Sideritis pusilla subsp. carthaginensis. En la Región de Murcia, este último taxón aparece protegido con la categoría de interés especial.
- Sideritis almeriensis Pau
- Sideritis briquetiana Font Quer & Pau
- Sideritis debeauxii Font Quer
- Sideritis foucauldiana Sennen & Mauricio
- Sideritis granatensis (Pau) Alcaraz & al.
- Sideritis granatensis subsp. briquetiana (Font Quer & Pau) Socorro & Arrebola
- Sideritis hirsuta var. granatensis Pau
- Sideritis kebdanensis Sennen
- Sideritis pusilla subsp. alhamillensis Obón & D.Rivera
- Sideritis pusilla subsp. briquetiana (Font Quer & Pau) D.Rivera & Obón
- Sideritis pusilla var. carthaginensis Font Quer
- Sideritis pusilla subsp. granatensis (Pau) D.Rivera & Obón
- Sideritis scordioides var. pusilla Lange[11]

## Nombres comunes
Castellano: garranchuelo (9), jajareña (2), jereña (2), rabogato (3), zahareña de la sierra, zajareña.(el número entre paréntesis indica las especies que tienen el mismo nombre en España)